# Каптуровый суд
Каптур или каптуровый суд — орган государственной власти в Речи Посполитой созданный для работы в периоды междуцарствий.
В старой Польше все судопроизводство зависело непосредственно от короля и совершалось его именем, поэтому при отсутствии короля не мог совершаться и суд. Пока между низложением (смертью) одного короля и вступлением на престол другого не проходило значительных промежутков, такой порядок не представлял больших неудобств, но с ростом продолжительности бескоролевий появилась необходимость создать особый орган суда, который мог бы действовать в это время, по крайней мере по отношению к особо тяжким преступлениям. Такими судами стали каптуры, главной целью которых была охрана личной и имущественной безопасности граждан от возможных во время возможных смут в период безвластия. 
Словом «каптур» (появилось в летописях в 1382 году) первоначально обозначался тот шляхетский союз, который позднее стали называть конфедерацией и в котором первоначально, по-видимому, не было особых судебных органов. По смерти Сигизмунда-Августа, в 1572 году, краковская шляхта составила союз, названный ею каптур, и постановила, что члены союза должны действовать общими силами против всякого нарушителя общественного спокойствия. Стефан Баторий, вступая на престол, утвердил действовавшие за время бескоролевья суды, предписав старостам исполнять постановленные ими приговоры. 
В 1586 году, во время нового бескоролевья, малопольская шляхта выбрала особых каптуровых судей в лице воевод, передав им и право созывать шляхетское ополчение. Этот порядок был утвержден и развит Варшавским конвокационным сеймом 1587 года, дозволившим во всех воеводствах избирать каптуровых судей, без точного обозначения их числа. Эти судьи должны были приносить присягу Речи Посполитой; приговоры их сохраняли свою силу и после коронации, а неоконченные ими дела переходили в традиционные королевские суды. 
В ведении каптура находились только уголовные дела, и притом касающиеся лишь шляхетского сословия, так как городские суды не прекращали своих действий в период межвластия. 
Особое устройство каптуры имели в Пруссии: здесь каптуровые судьи, называвшиеся судьями бескоролевья, избирались генеральным сеймиком провинции с согласия всех сословий, в том числе, следовательно, и горожан; судьи каждого воеводства заседали под председательством местного воеводы.